# Kapel van Sint-Rosalia
De Kapel van Sint-Rosalia is een rooms-katholieke kerkhofkapel op de begraafplaats Rozália in de wijk Košice-Sever in het noorden van de stad Košice in Slowakije. De toegang tot de kapel bevindt zich in de Palmová-straat, tegenover de Trencianska-straat.
De kapel, gewijd aan de kluizenares Sint-Rosalia, werd gebouwd in het begin van de 18e eeuw als gedachtenis aan de pest die van 1707 tot 1711 de stad teisterde.

## Ontstaan
Het bedehuis werd in barok-stijl gebouwd van 1714 tot 1715 naar ontwerp van de architecten T. Tornyossy en J. Goresch, in samenwerking met beeldhouwer J. E. Widman. Bijna twee eeuwen later, in 1898, voerde Ján Balogh een restauratie uit met herstelling en aanvulling van het interieur.
Het gebouw heeft slechts één beuk, met zeer beperkte afmetingen, en met een plattegrond in de vorm van een regelmatige achthoek. Aan de westelijke gevel staat een brede maar betrekkelijk lage toren, die op de begane grond een ingang heeft met een kleine vestibule.

## Interieur
De oorspronkelijke inrichting is bewaard gebleven met haar versierselen, zoals enkele beeldhouwwerken, barokke kandelaars en een plafondschildering die God verbeeldt als beschermer van de aarde. Overblijfselen van het originele schilderwerk op de muren dateren uit de bouwperiode van de kapel. 
Het merkwaardige altaar is versierd met een geschilderde voorstelling van twee heiligen: André Svorad (Latijn: "Zoerardus") (°circa 980 - † circa 1109), en Benedictus Skalka (Nitra 10e eeuw - 1012). Aan de zijkanten ziet men een afbeelding van de zogende Madonna en de heiligen Sint Horn en Sint Sebastiaan.
Een zittende figuur in een holte van een boom stelt een kluizenaar voor. In een glazen nis ziet men een barokvoorstelling van Sint-Rosalia.

## Gebruik
De kapel werd in het verleden onderhouden door heremieten die dezelfde levenswijze hadden als de patrones. Hun aantal en activiteiten verminderden echter mettertijd en de begraafplaats verwierf naderhand belangstelling alsook onderhoud van de rijkere bevolkingslaag. Daardoor evolueerde ze tot een rustplaats voor dat publiek.
Heden ten dage benut men de kapel in hoofdzaak voor begrafenisplechtigheden. 
Op de feestdag van Allerheiligen wordt hier een rouwmis opgedragen voor de overleden gelovigen.

## Patroonheilige
Het bedehuisje is gewijd aan Rosalia van Palermo die beschouwd wordt als de beschermster tegen de pest. Zij werd in Palermo geboren omstreeks 1100 in een rijke prinselijke familie, maar als volwassene verliet ze het ouderlijke huis en om te leven als kluizenares. Aangenomen wordt dat ze stierf in 1160. Ze wordt vaak voorgesteld als slapend in een kluizenaarsgrot, omringd door bloeiende rozen.